# دبیر اول حزب کمونیست کوبا
دبیر اول کمیته مرکزی حزب کمونیست کوبا (به اسپانیایی: Primer Secretario del Comité Central del Partido Comunista de Cuba‎) رئیس کشور کوبا محسوب می‌شود، و بالاترین مقام در حزب کمونیست کوبا است و همچنین دارای مقام اول در دفتر سیاسی، بالاترین نهاد تصمیم‌گیری در کوبا، که این مقام را قدرتمندترین فرد در دولت کوبا می‌داند. در یک دولت کمونیستی، دبیر اول یا عمومی حزب کمونیست به‌طور معمول رهبر واقعی کشور است و موقعیت قدرتمندتری نسبت به دفاتر ایالتی مانند رئیس‌جمهور (رئیس دولت) یا نخست‌وزیر (رئیس دولت) دارد. از سال ۱۹۶۱ تا ۲٠۱۱، سمت دبیر اول توسط فیدل کاسترو، نخست‌وزیر کوبا تا سال ۲٠٠۸، و رئیس شورای دولت یدک می‌شد، برادر او رائول کاسترو از سال ۲٠٠۸ تا ۲٠۱۸ رئیس‌جمهور و نخست‌وزیر کوبا بود و از ۲۰۱۱ تا ۲۰۲۱ نیز عهده‌دار این مسئولیت بود. دبیر اول کنونی میگل دایاز-کانل است.
این پست به تقلید از دفتر دبیر اول حزب کمونیست اتحاد جماهیر شوروی، که توسط لئونید برژنف یدک می‌شد، نامگذاری شد.

## صاحبان دفتر
| رُخ                                                               | نام (متولد شده)               | دبیرکلی       | دبیرکلی       | دبیرکلی         | دبیر دوم                               |
| رُخ                                                               | نام (متولد شده)               | تحویل گرفت    | بیرون رفت     | مدت زمان        | دبیر دوم                               |
| ---------------------------------------------------------------- | ----------------------------- | ------------- | ------------- | --------------- | -------------------------------------- |
| دبیرکل کمیته مرکزی حزب کمونیست کوبا (۱۹۲۵–۱۹۳۹)                  |                               |               |               |                 |                                        |
| خوزه میگوئل پرز                                                  | خوزه میگوئل پرز (۱۹۳۶–۱۸۹۶)   | ۲۰ اوت ۱۹۲۵   | ۱۹۲۵          | ۰ سال           | –                                      |
| خوزه پنیا ویلابوا                                                | خوزه پنیا ویلابوا (۱۹۲۷–۱۸۹۱) | ۱۹۲۵          | ۱۹۲۶          | ۰–۱ سال         | –                                      |
| خورخه ویوو                                                       | خورخه ویوو (۱۹۵۰–۱۸۹۰)        | ۱۹۲۷          | اوت ۱۹۳۳      | ۵–۶ سال         | –                                      |
|                                                                  |                               |               |               |                 |                                        |
| بلاس روکا کالدریو                                                | بلاس روکا کالدریو (۱۹۸۷–۱۹۰۸) | دسامبر ۱۹۳۳   | ۱۹۳۹          | ۵–۶ سال         | –                                      |
|                                                                  |                               |               |               |                 |                                        |
| بلاس روکا کالدریو                                                | بلاس روکا کالدریو (۱۹۸۷–۱۹۰۸) | ۱۹۳۹          | ۱۹۴۴          | ۴–۵ سال         | –                                      |
| دبیرکل کمیته مرکزی "حزب سوسیالیست محبوب" (۱۹۴۴–۱۹۶۱)             |                               |               |               |                 |                                        |
| بلاس روکا کالدریو                                                | بلاس روکا کالدریو (۱۹۸۷–۱۹۰۸) | ۱۹۴۴          | ۲۴ ژوئن ۱۹۶۱  | ۱۶–۱۷ سال       | –                                      |
| دبیر اول "سازمان‌های انقلابی یکپارچه" (۱۹۶۱–۱۹۶۲)                 |                               |               |               |                 |                                        |
| فیدل کاسترو                                                      | فیدل کاسترو (۲۰۱۶–۱۹۲۶)       | ژوئیه ۱۹۶۱    | ۲۶ مارس ۱۹۶۲  | ۸ ماه           | رائول کاسترو (۱۹۶۱ – ۱۹۶۲)             |
| دبیر اول کمیته مرکزی حزب متحد انقلاب سوسیالیستی کوبا (۱۹۶۲–۱۹۶۵) |                               |               |               |                 |                                        |
| فیدل کاسترو                                                      | فیدل کاسترو (۲۰۱۶–۱۹۲۶)       | ۲۶ مارس ۱۹۶۲  | ۳ اکتبر ۱۹۶۵  | ۳ سال، ۱۹۱ روز  | رائول کاسترو (۱۹۶۲ – ۱۹۶۵)             |
| دبیر اول کمیته مرکزی "حزب کمونیست کوبا" (۱۹۶۵ تا کنون)           |                               |               |               |                 |                                        |
| فیدل کاسترو                                                      | فیدل کاسترو (۲۰۱۶–۱۹۲۶)       | ۳ اکتبر ۱۹۶۵  | ۱۹ آوریل ۲۰۱۱ | ۴۵ سال، ۱۹۸ روز | رائول کاسترو (۱۹۶۵ – ۲۰۱۱)             |
| رائول کاسترو                                                     | رائول کاسترو (زادهٔ ۱۹۳۱)      | ۱۹ آوریل ۲۰۱۱ | ۱۹ آوریل ۲۰۲۱ | ۱۴ سال، ۶۹ روز  | خوزه رامون ماچادو ونتورا (۲۰۱۱ – ۲۰۲۱) |
| میگل دایاز-کانل                                                  | میگل دایاز-کانل (زادهٔ ۱۹۶۰)   | ۱۹ آوریل ۲۰۲۱ | متصدی         | ۴ سال، ۶۹ روز   | –                                      |